# Tciiskot-kaiyaah
Tciiskot-kaiyaah (Chisko-kaiya, Toos'aan-kaiyaah), banda Eel Wailaki Indijanaca, porodica Athapaskan, nastanjena na istočnoj strani Eel Rivera, Kalifornija, od Copper Mine Creeka sjeverno do Boulder Creeka. 
Ova banda Wailakija imala je tri sela: K'ishs'aandin (alder tree-lies-place), Seechowkinee'din (rock-large-base-place) i "tcadEtokInnEdAN" čije značenje nije poznato. Njihovo ime Tciiskot-kaiyaah označava 'ochre-creek' bandu, dok drugo ime Toos'aan-kaiyaah znači "water stands people."